# Großsteingrab Odoorn-Westeres
Das Großsteingrab Odoorn-Westeres war eine megalithische Grabanlage der jungsteinzeitlichen Westgruppe der Trichterbecherkultur bei Odoorn, einem Ortsteil von Borger-Odoorn in der niederländischen Provinz Drenthe. Es wurde zwischen 1854 und 1869 zerstört. Seine Überreste wurden 1983 archäologisch untersucht. Das Grab trägt die van-Giffen-Nummer D32a.

## Lage
Das Grab befand sich westlich von Odoorn, südlich des Geerskampwegs. In der näheren Umgebung gibt es zahlreiche weitere Großsteingräber. 1 km nordnordöstlich befindet sich das Großsteingrab Odoorn (D32), 2,4 km ostsüdöstlich das Großsteingrab Valthe-West (D34) und 3 km ostsüdöstlich das Großsteingrab Valthe-Zuidwest (D35). Auch mehrere zerstörte Gräber sind aus dieser Gegend bekannt. 1,9 km nordöstlich lag das Großsteingrab Odoorn-Noorderveld 1 (D32c), 2 km östlich das Großsteingrab Odoorn-Noorderveld 2 (D32d) und 2,4 km ostsüdöstlich das Großsteingrab Valthe-Valtherveld (D33).

## Forschungsgeschichte
Die Anlage wurde erstmals 1818 erwähnt. Leonhardt Johannes Friedrich Janssen, Kurator der Sammlung niederländischer Altertümer im Rijksmuseum van Oudheden in Leiden, besuchte 1847 einen Großteil der noch erhaltenen Großsteingräber der Niederlande, darunter auch das Grab von Odoorn-Westeres, und publizierte im folgenden Jahr das erste Überblickswerk mit Baubeschreibungen und schematischen Plänen der Gräber. Zwischen 1854 und 1869 wurde das Grab zerstört. 1983 wurden seine Überreste unter Leitung von Jan N. Lanting archäologisch untersucht.

## Beschreibung
Bei der Anlage handelte es sich vermutlich um ein Ganggrab. 1818 waren nur noch drei Steine vorhanden. Lanting konnte bei seiner Grabung feststellen, dass die Grabkammer eine Länge von etwa 11,5 m hatte und ursprünglich aus acht Wandsteinpaaren an den Langseiten und je einem Abschlussstein an den Schmalseiten bestanden hatte. Lanting konnte außerdem Reste eines steinernen Bodenpflasters ausmachen.

## Funde

### Bestattungen
Aus dem Grab stammen geringe Reste von Leichenbrand. Die geborgene Menge betrug 72,8 g. Die Knochen gehörten zu einem jung verstorbenen Individuum, dessen Geschlecht sich nicht mehr bestimmen ließ.

### Beigaben
Lanting konnte bei seiner Grabung Keramikscherben der Trichterbecherkultur bergen, aus denen sich etwa 165 Gefäße rekonstruieren ließen. Die Keramik datiert in die Stufen 3–5 des von Anna Brindley aufgestellten typologischen Systems der Trichterbecher-Westgruppe. Dies entspricht dem Zeitraum 3300–3075 v. Chr.
Im Grab wurden auch geringe Reste von verbrannten Tierknochen gefunden. Die geborgene Menge betrug nur 4 g. Ob es sich um Reste von Werkzeugen oder von Speiseopfern handelte, ließ sich nicht mehr feststellen.